# ДПЛ2
ДПЛ2 (Дизель-Поїзд Луганський, 2-й тип) — серія дизель-поїздів на базі тепловозної тяги постійного формування, що будувалися Луганським тепловозобудівним заводом в 2001–2002 роках. Всього було випущено 6 таких дизель-поїздів.

## Загальні відомості
Дизель-поїзд призначений для приміських перевезень пасажирів на ділянках залізниць колії 1520 мм без електрифікації.
Як тягова одиниця в дизель-поїзді використовується одна модернізована секція тепловоза 2ТЕ116. Потужність дизель-поїзда — 2250 кВт (3060 к.с.).
Дизель-поїзд сформований з однієї секції тепловоза 2ТЕ116, причіпного вагона з кабіною керування, що розташовуються по кінцях поїзда, і трьох проміжних причіпних вагонів.
Гальма дизель-поїзда — електро-пневматичні, ручні. Передача електрична, побудовано 6 рухомих складів. Всі поїзди експлуатуються в Україні
Управління дизель-поїздом здійснюється з одного із двох постів керування, розташованих в тепловозі та модернізованому причіпному вагоні, оснащеному кабіною управління. Система керування дозволяє управляти силовою установкою, дверима, гальмами, опаленням, вентиляцією, освітленням, радіозв'язком з будь-якого посту.
Кузов вагонів — суцільнометалевий, тримальний, зварний. По конструкції кузова дизель-поїзда аналогічні електропоїздам ЕПЛ2Т і ЕПЛ9Т. Каркасні елементи кузова виконані з конструкційних вуглецевих або низьколегованих сталей, обшивка бічних стін, даху, і настил рами — з нержавіючої сталі. Причіпні вагони дизель-поїзда мають троє дверей, розташованих з двох сторін, причіпний вагон з постом управління — двоє дверей.
Дизель-поїзди серії експлуатуються в депо Родакове Донецької залізниці.